# Jean-Claude Magnan
Jean-Claude Magnan (* 4. června 1941, Aubagne, Francie) je bývalý francouzský sportovní šermíř, který se specializoval na šerm fleretem. Synovec Jean Galfione reprezentoval Francii ve skoku o tyči.
Francii reprezentoval v šedesátých a sedmdesátých letech. Na olympijských hrách startoval v roce 1964, 1968 a 1972 v soutěži jednotlivců a družstev. V soutěži jednotlivců získal na olympijských hrách 1964 stříbrnou olympijskou medaili. V roce 1963 a 1965 získal titul mistra světa v soutěži jednotlivců. S francouzským družstvem fleretistů vybojoval na olympijských hrách 1968 zlatou olympijskou medaili a na olympijských hrách 1964, 1972 bronzovou olympijskou medaili. V roce 1971 vybojoval s družstvem titul mistrů světa.